# Умм-Дабагия
Умм-Дабагия — археологический памятник в Месопотамии.
Представляет собой период 5 (6000 — 5600 гг. до н. э.) по классификации Лионской школы,. Это было одно из первых организованных сообществ региона, наряду с такими поселениями, как Ярим и Букрас. Эти поселения знаменовали появление в Месопотамии неолита, поэтому вместе их иногда называют культура Умм-Дабагия (см.: культура Телль-Сотто—Умм-Дабагия). Сама по себе, однако, не была первой неолитической культурой — гораздо раньше он появился в Загросских и Таврских горах.
В период Умм-Дабагия процветали земледелие и скотоводство. Тем не менее, население ещё не отказалось от охоты и собирательства, в связи с чем Умм-Дабагия является переходной к неолиту культурой. Одним из наиболее активных видов деятельности была охота на куланов для продажи их шкур.
Потомком данной культуры является самаррская культура, или хассунская культура.